# Tariq Owens
Tariq Amir Owens (ur. 30 czerwca 1995 w Utice) – amerykański koszykarz, występujący na pozycji silnego skrzydłowego, od 2023 zawodnik Neapolu Basket. 
19 lipca 2022 został zawodnikiem włoskiego Pallacanestro Varese. 27 lipca 2023 dołączył do Neapolu Basket.

## Osiągnięcia
Stan na 25 października 2023, na podstawie, o ile nie zaznaczono inaczej.
NCAA
- Wicemistrz NCAA (2019)
- Mistrz sezonu regularnego Big 12 (2019)
- Zaliczony do:
  - I składu defensywnego Big 12 (2019)
  - składu honorable mention All-Big 12 (2019)
- Lider:
  - Big East w:
    - średniej bloków (2,2 – 2017, 2,8 – 2018)
    - liczbie bloków (69 – 2017, 94 – 2018)

  - Big 12 w liczbie:
    - bloków (92 – 2019)
    - fauli (111 – 2019)